# .50-90 Sharps

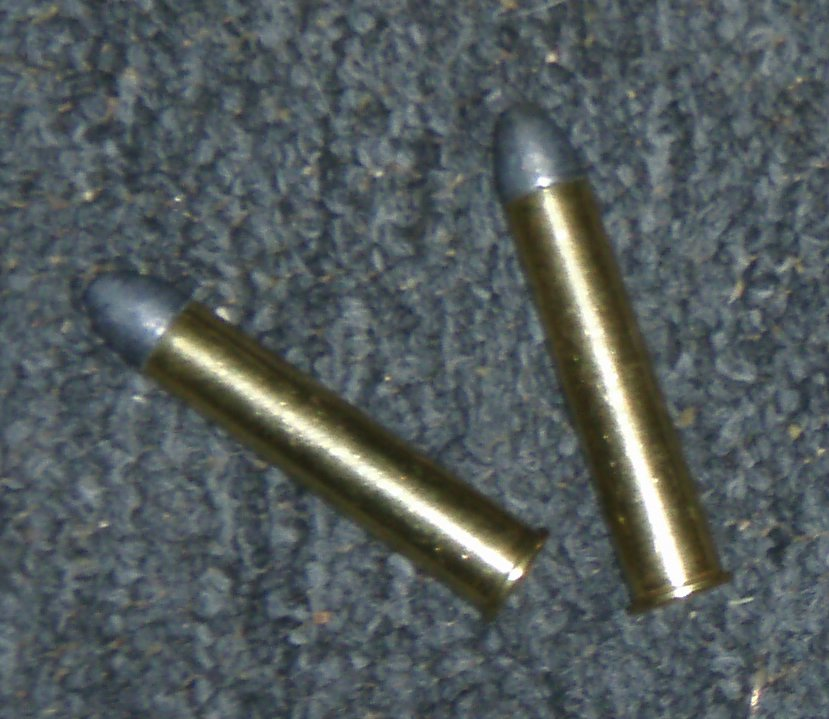
Náboje .50-90 Sharps

50-90 Sharps je označení náboje, který byl vynalezen roku 1872 pro lov bizonů. Představoval podstatné zvýšení výkonu proti .50-70 Government, který byl používán mnoha lovci. Je vhodný pro lov většiny severoamerické zvěře. Jednalo se o nejsilnější náboj, který se používal v pušce Sharps. Tlakový limit byl vyvinut pokusy z původních laborací 90 grainů černého prachu a 440 grainovou olověnou střelou. Je bezpečný pouze ve zbraních, které jsou určeny pro použití bezdýmého prachu. Tlak odpovídá 20 000P.S.I.
Délka nábojnice je 63.5 mm